# Missões diplomáticas da Colômbia

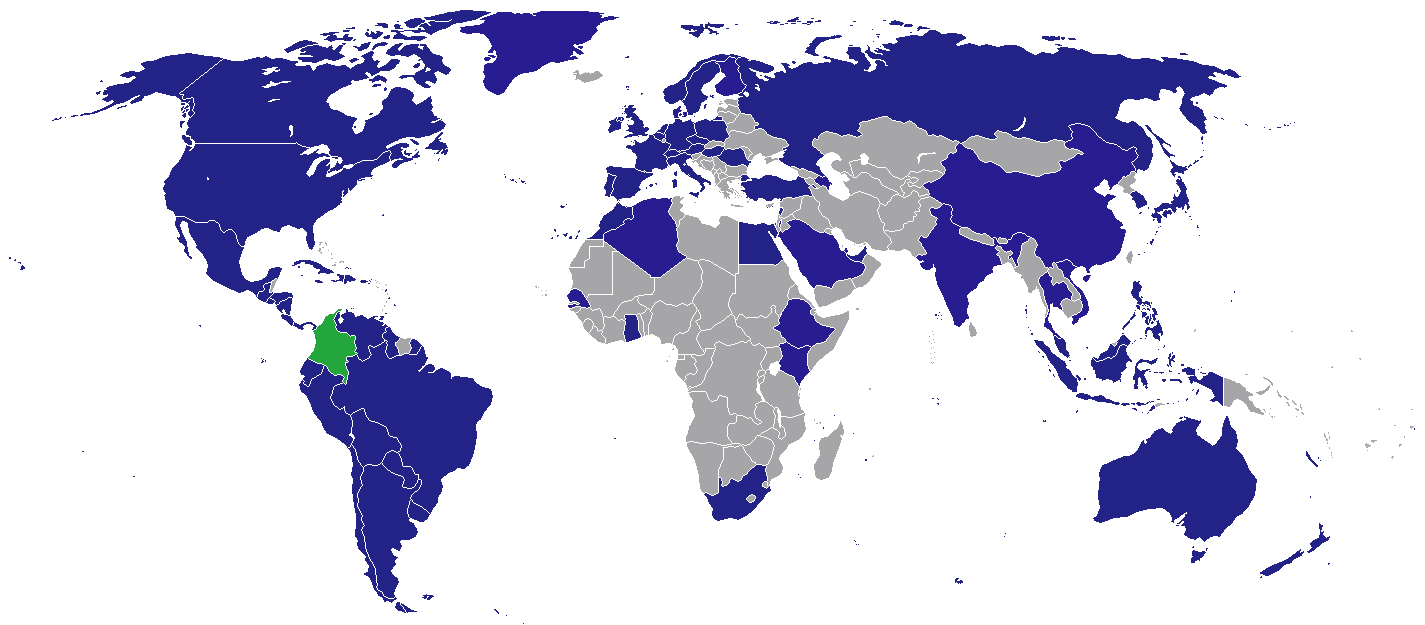
Missões diplomáticas da Colômbia
Colômbia
Embaixada

Abaixo se encontra as embaixadas e consulados da Colômbia.

## África

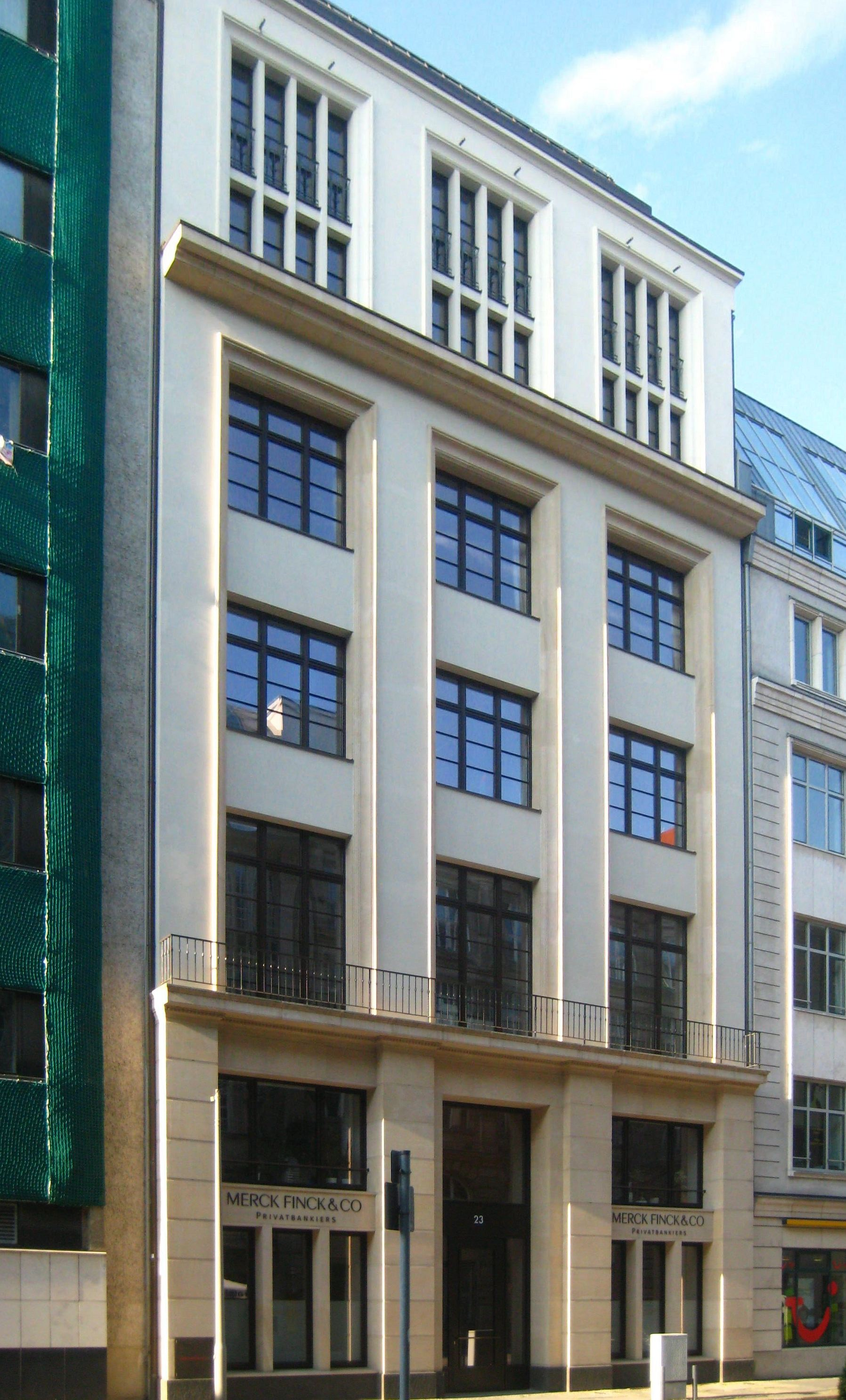
Embaixada em Berlim

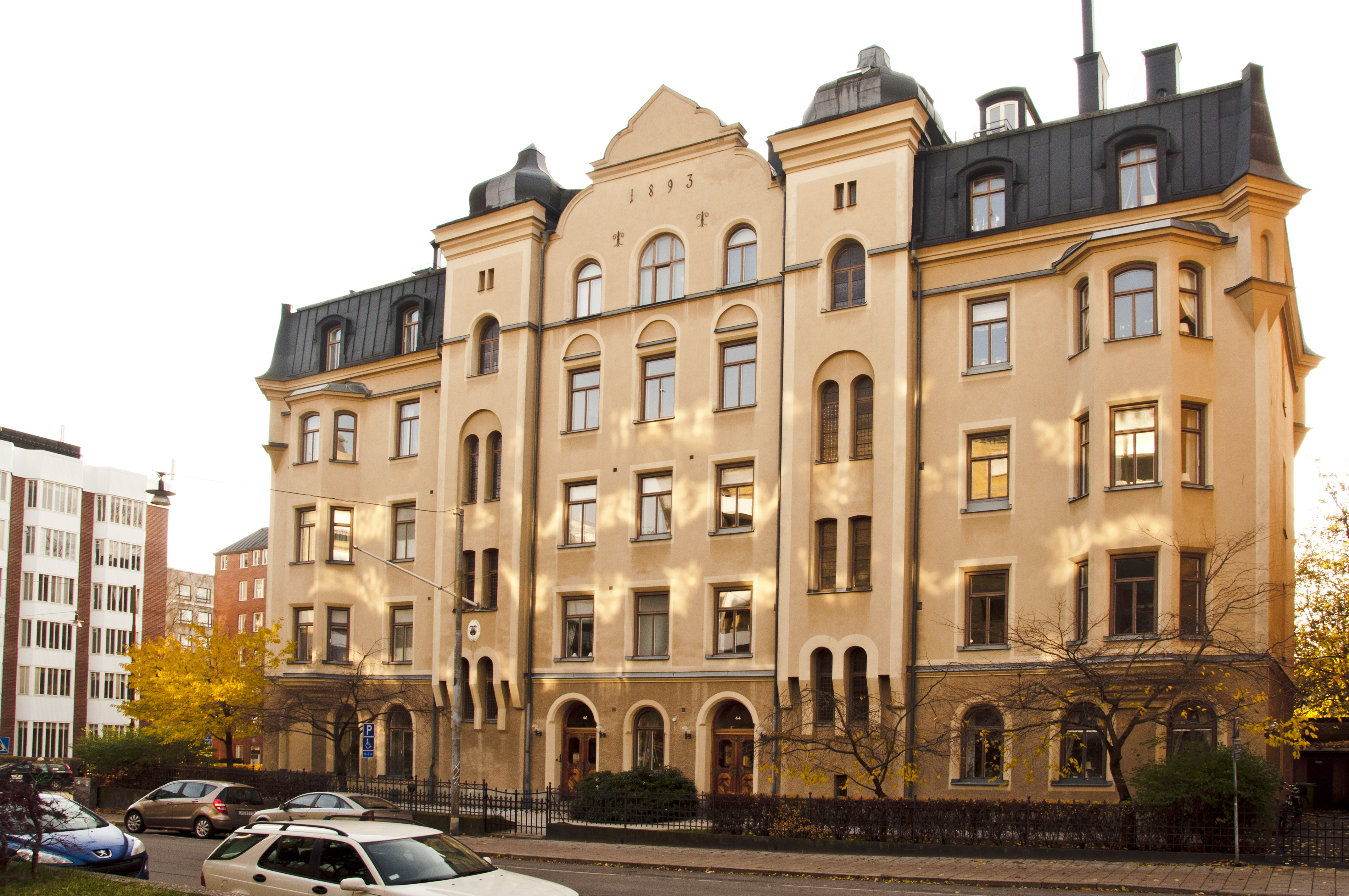
Embaixada em Estocolmo

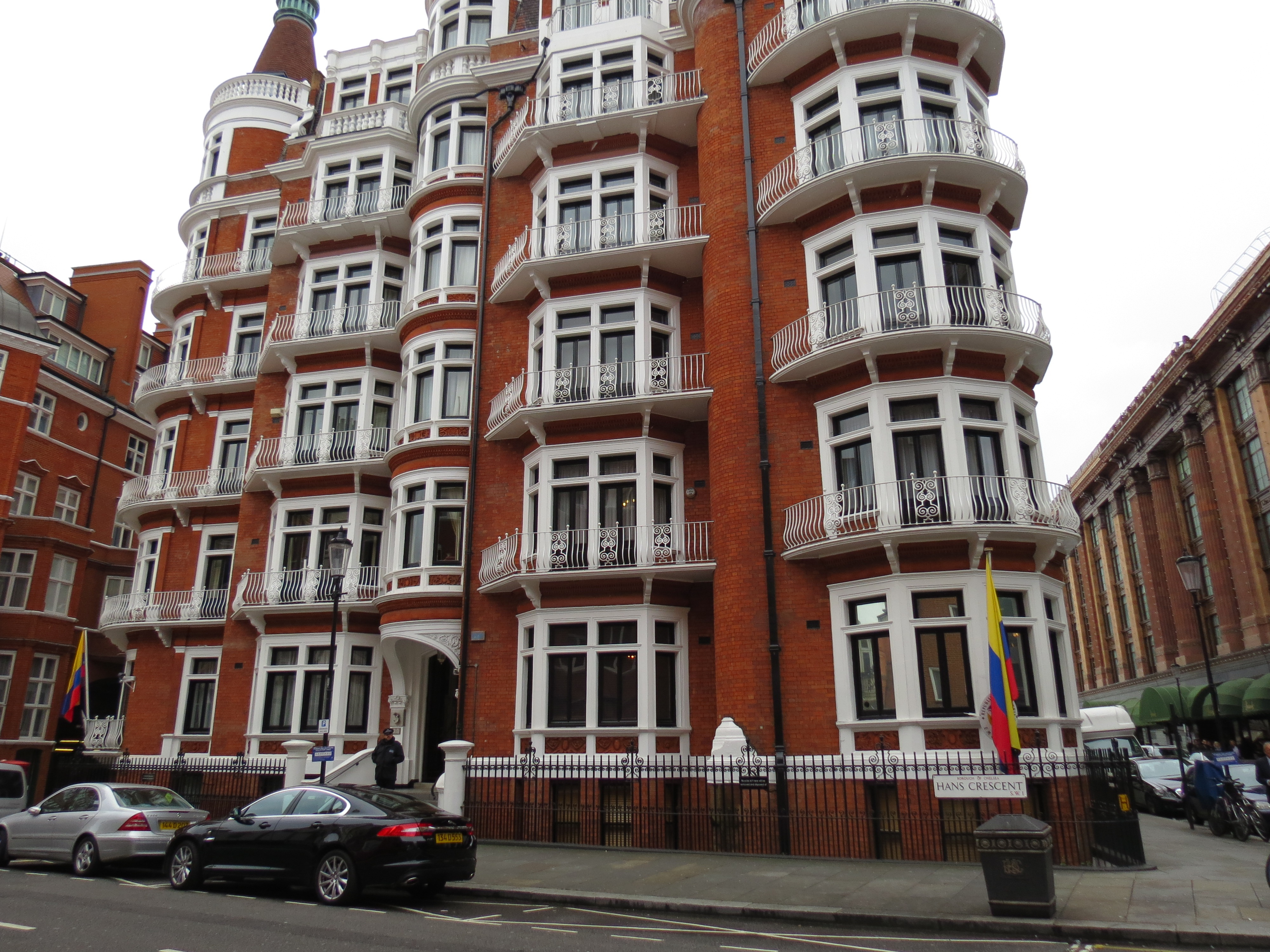
Embaixada em Londres

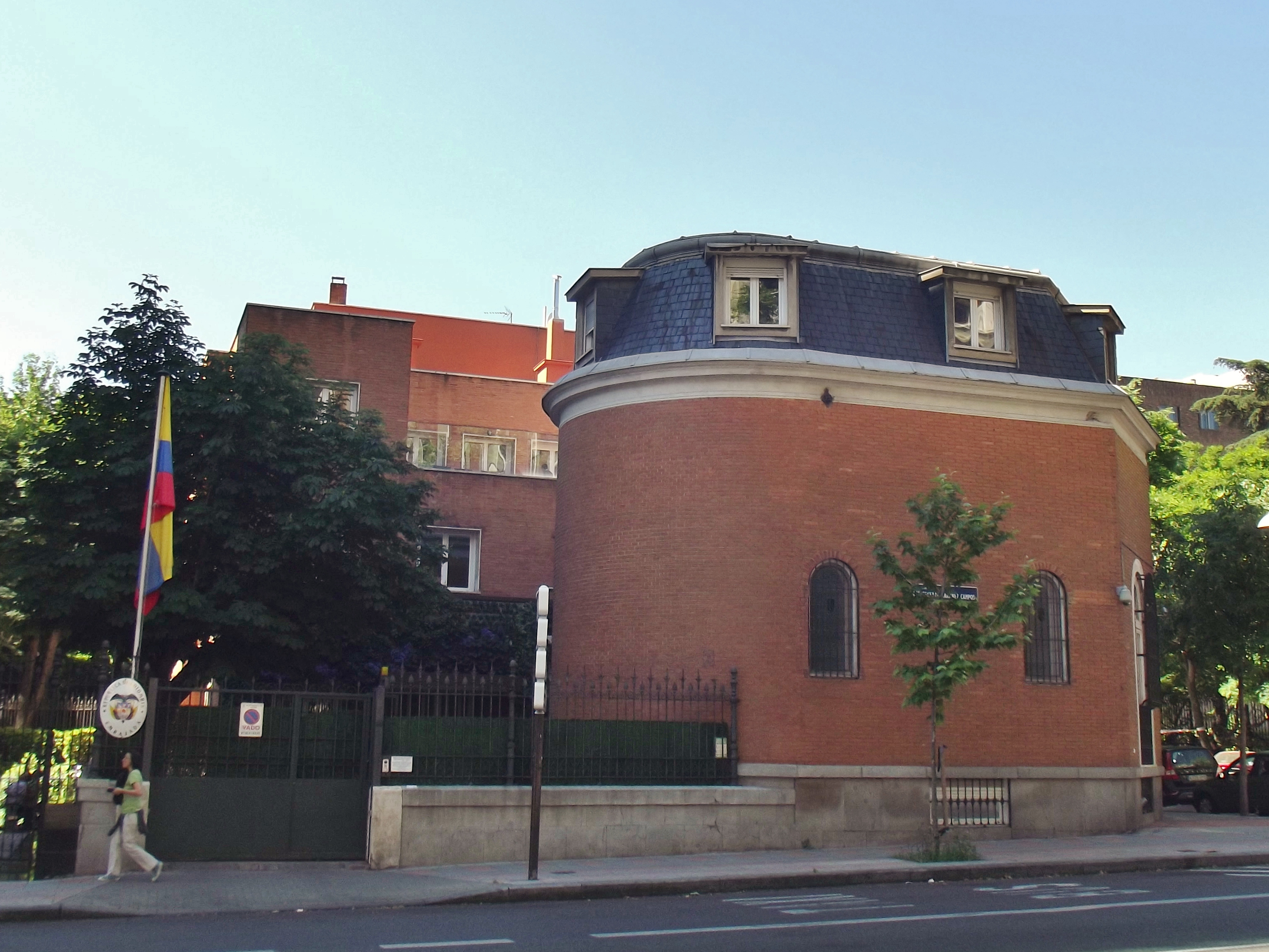
Embaixada em Madrid

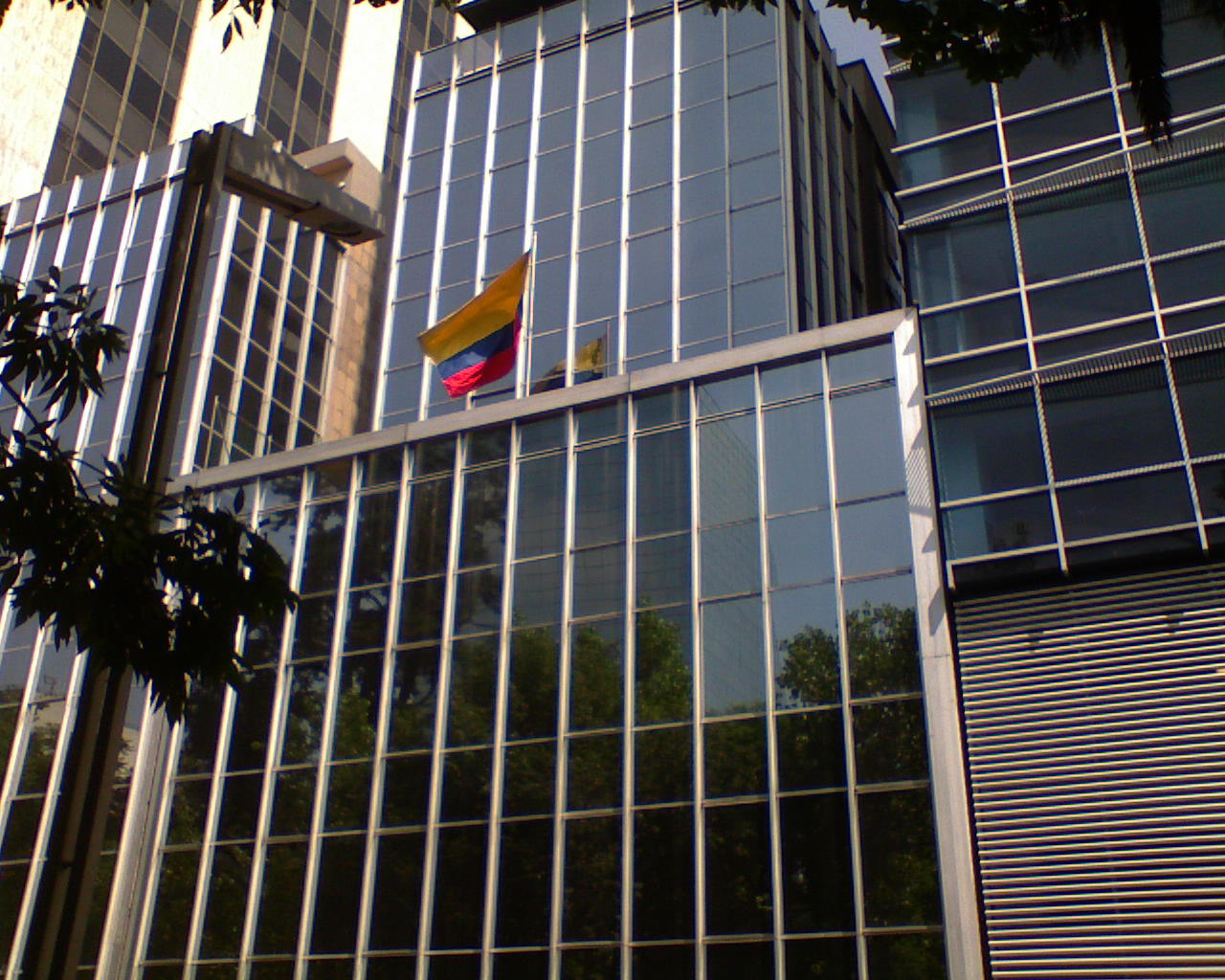
Embaixada na Cidade do México

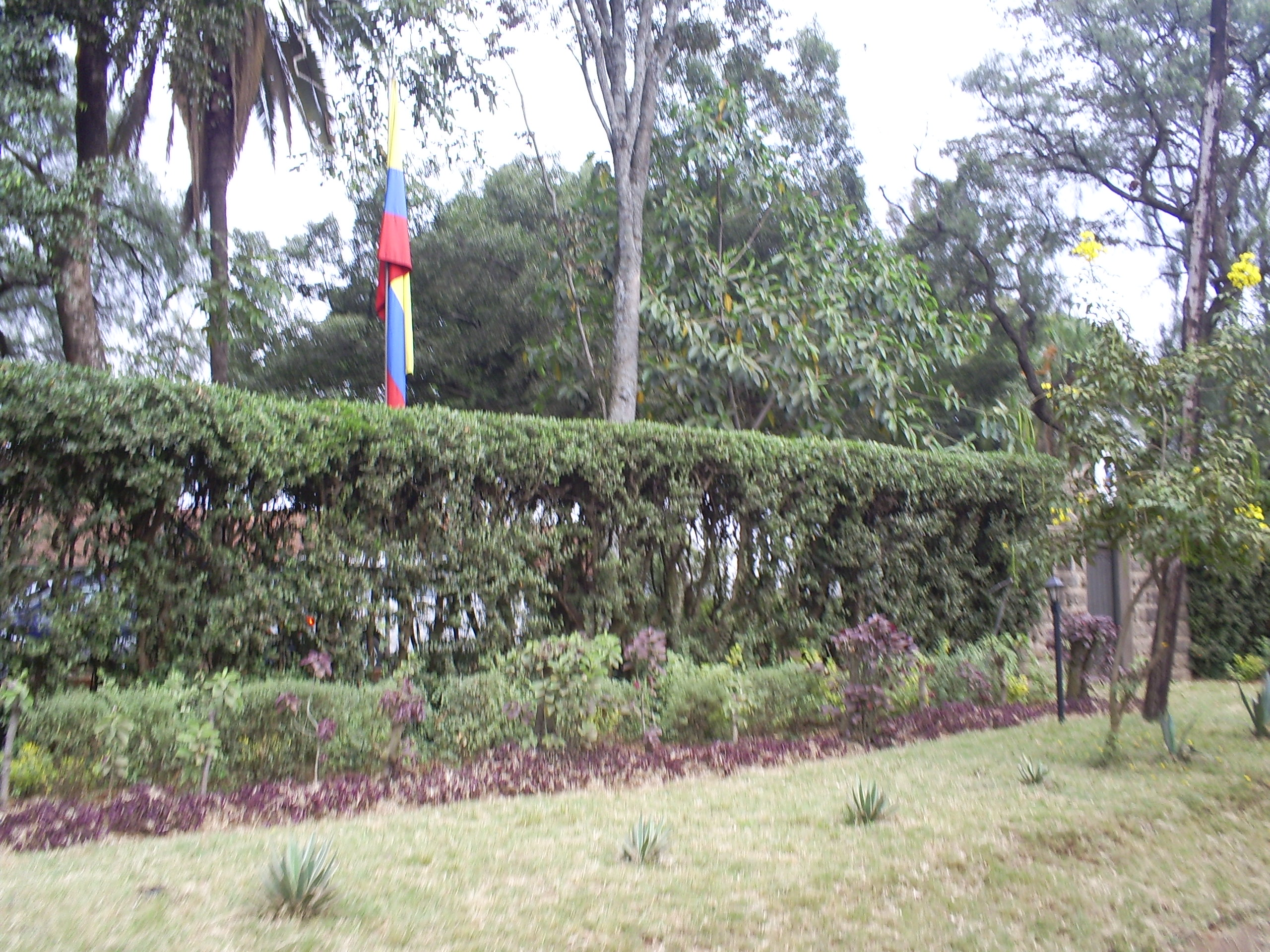
Embaixada em Nairobi

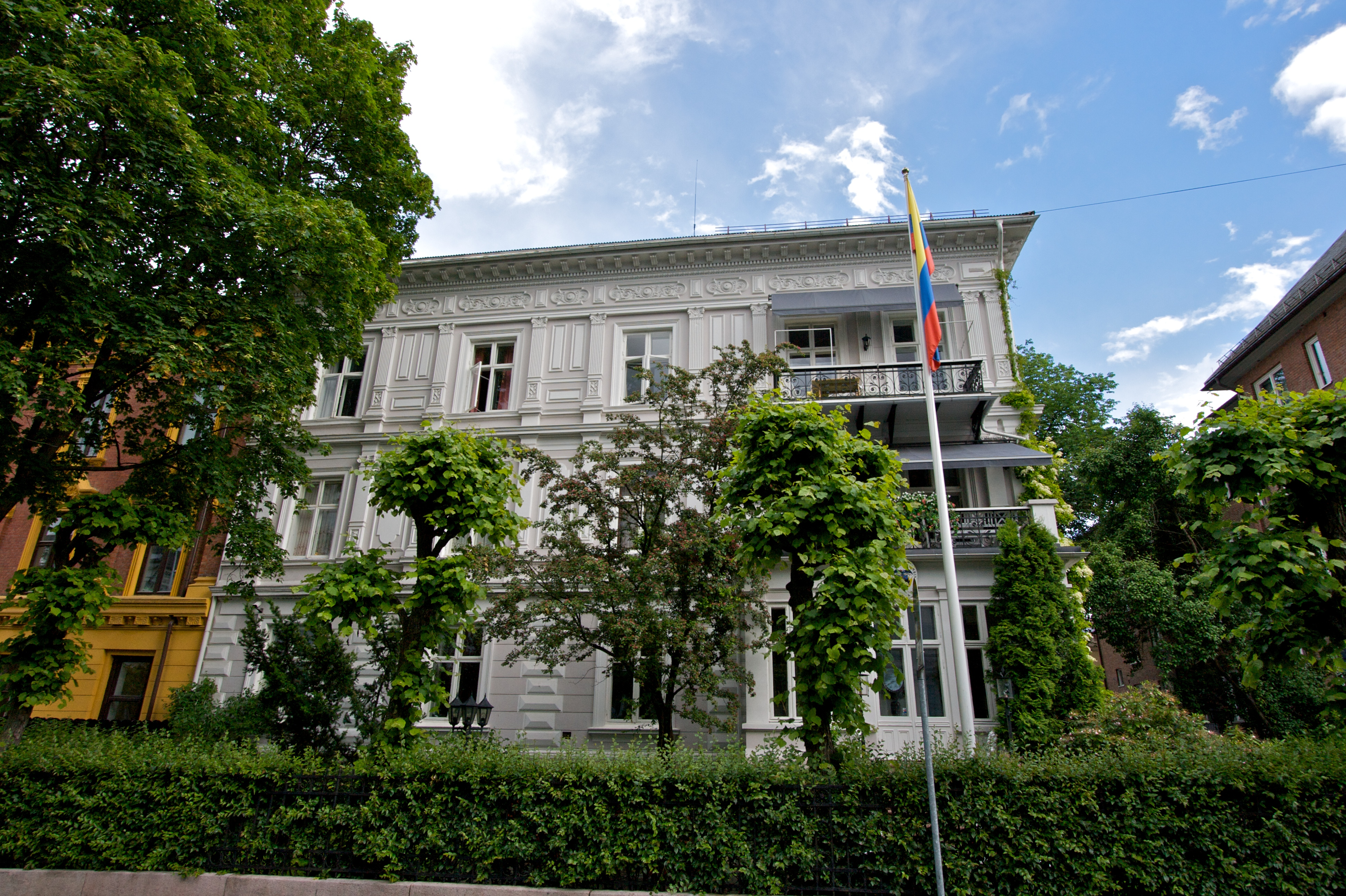
Embaixada em Oslo

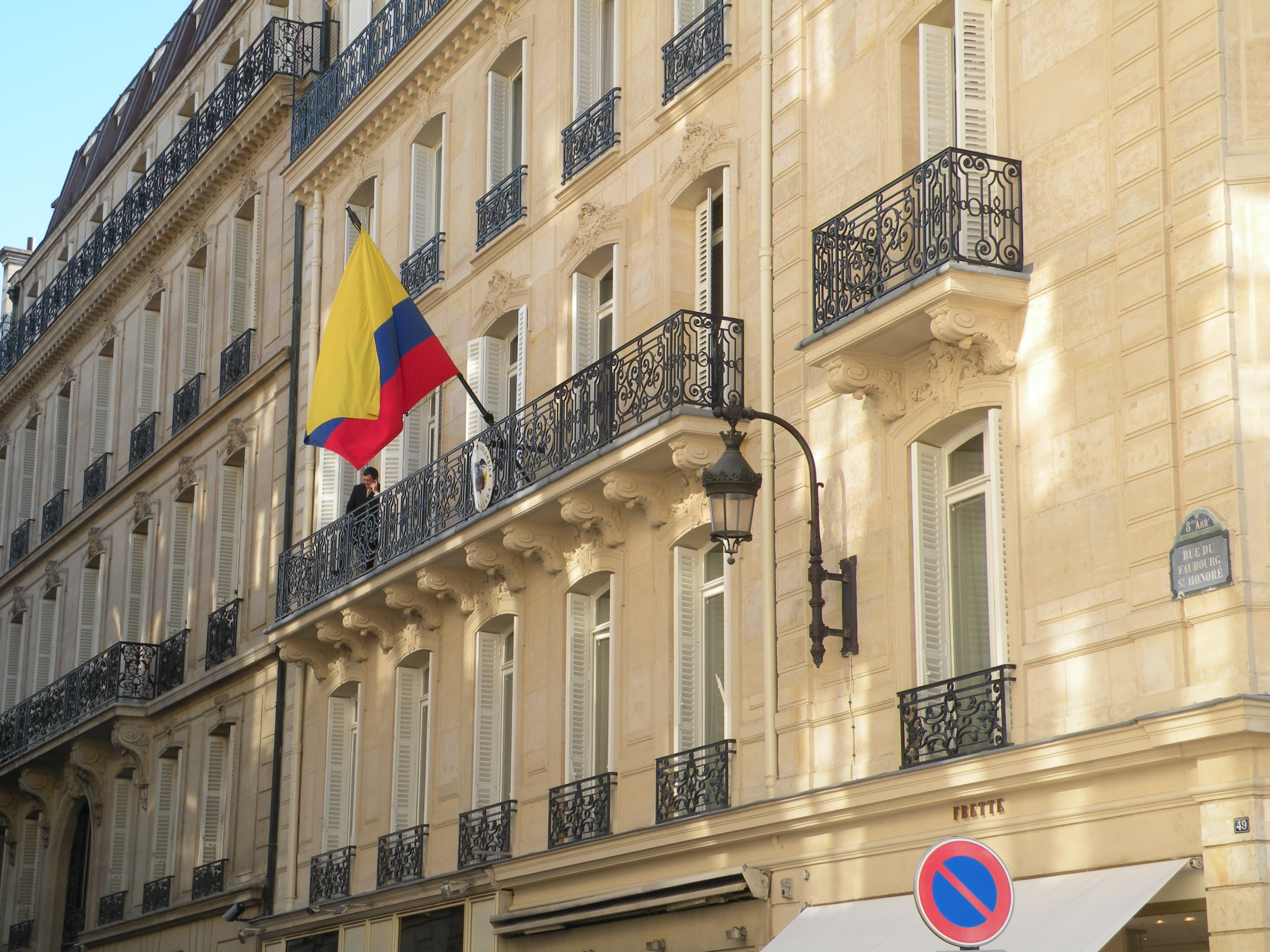
Embaixada em Paris

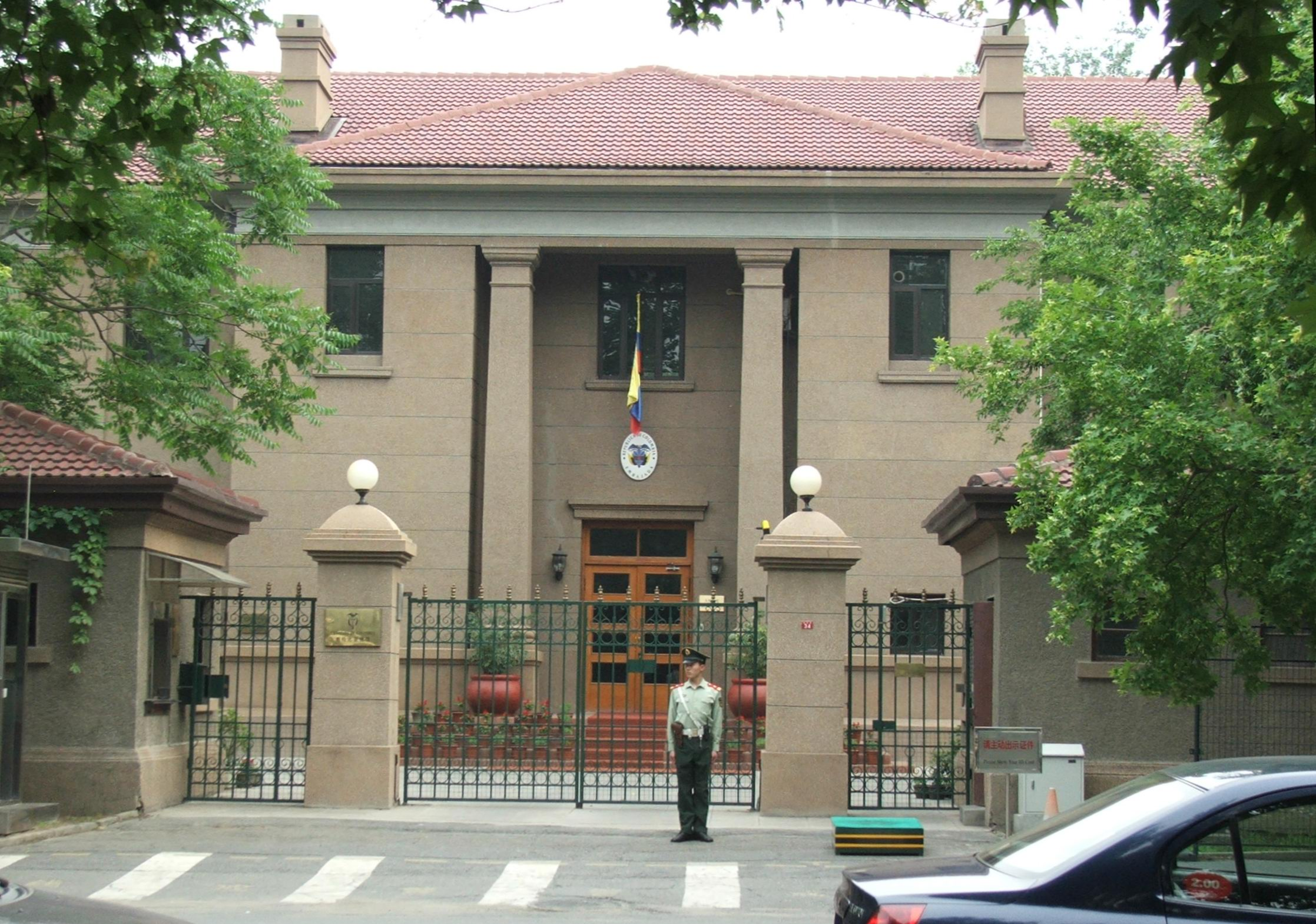
Embaixada em Pequim

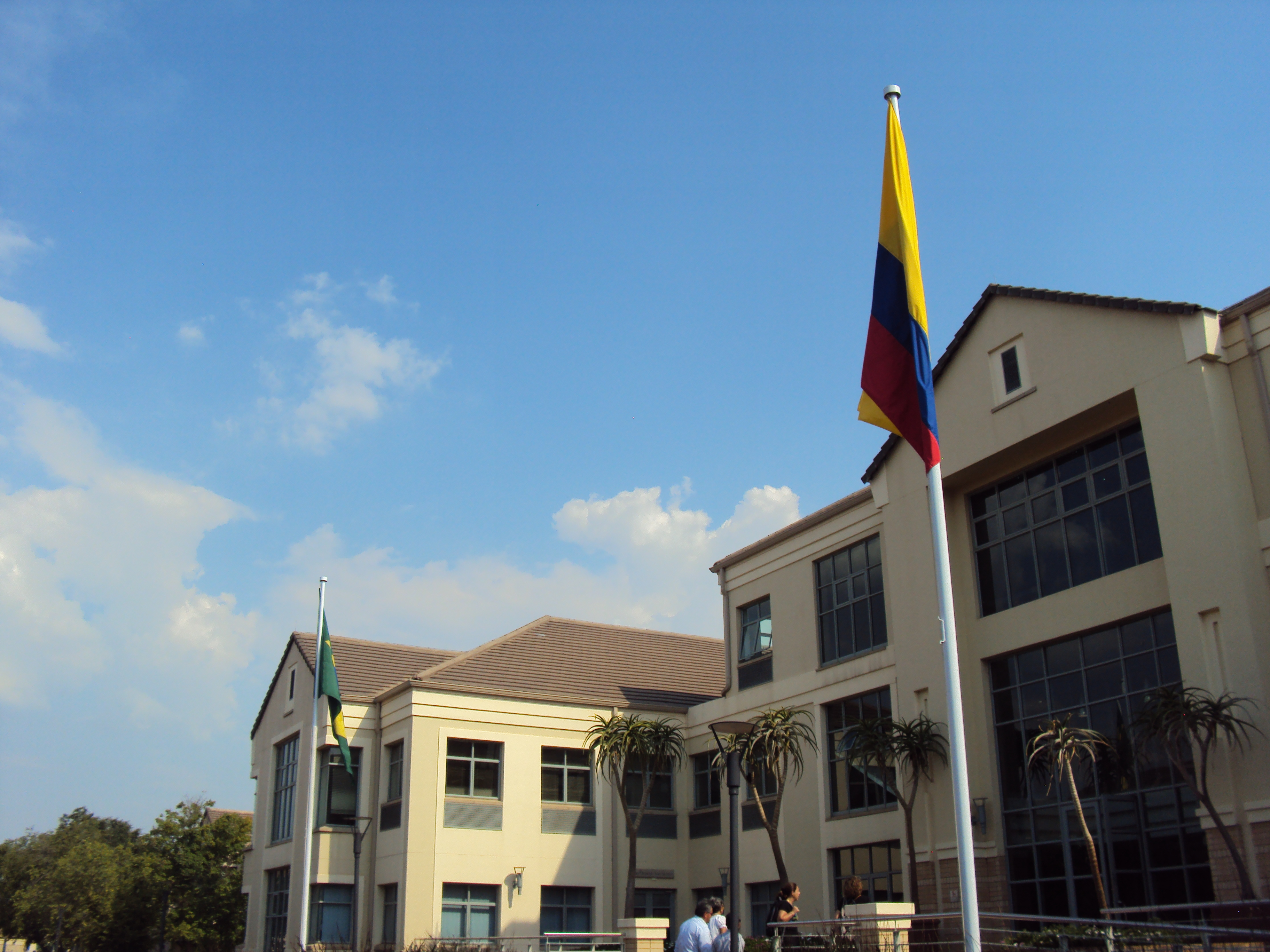
Embaixada em Pretoria

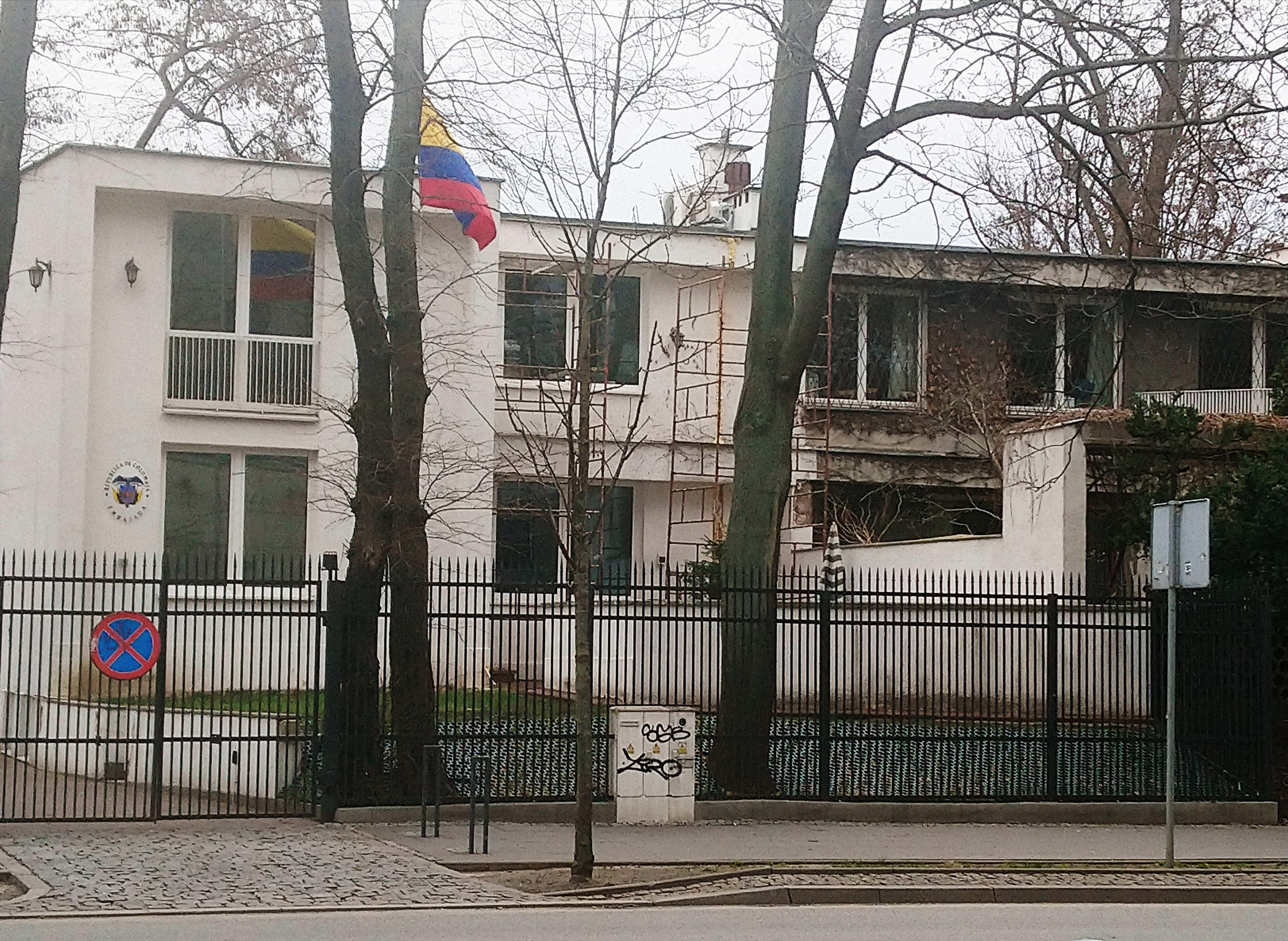
Embaixada em Varsóvia

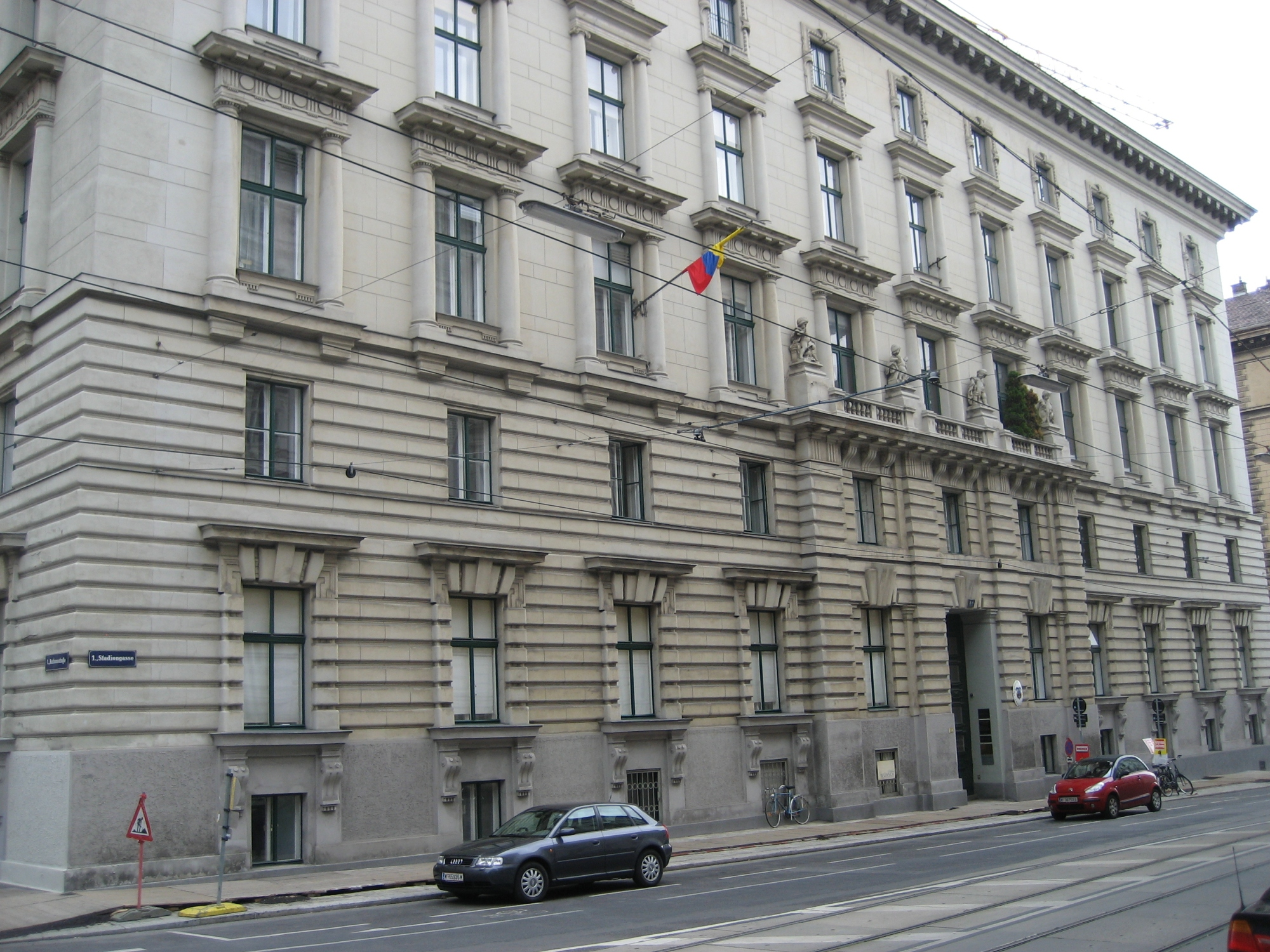
Embaixada em Viena

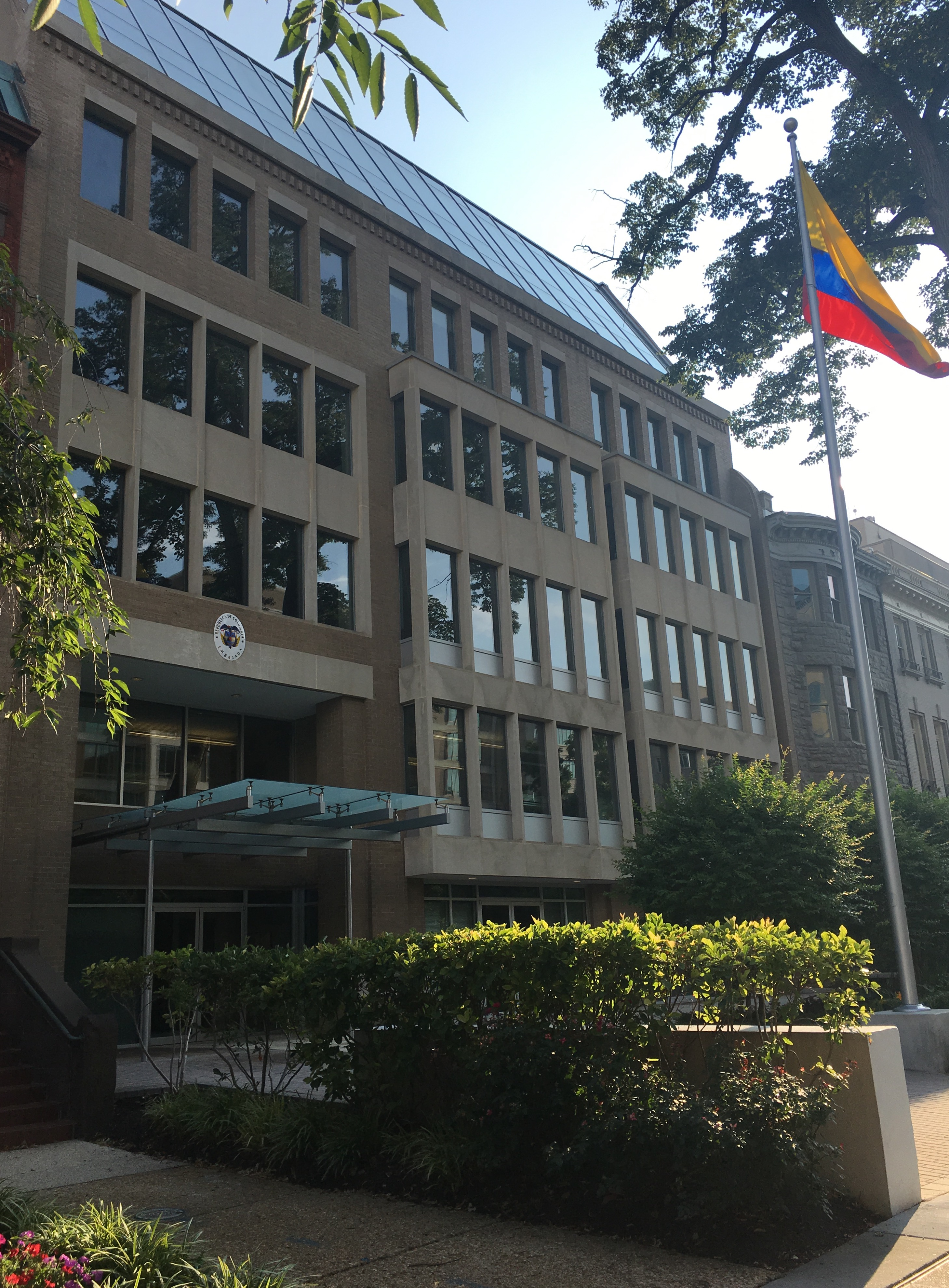
Embaixada em Washington, DC

- África do Sul
  - Pretória (Embaixada)
- Argélia
  - Argel (Embaixada)
- Egito
  - Cairo (Embaixada)
- Etiópia
  - Addis Abeba (Embaixada)
- Gana
  - Acra (Embaixada)
- Marrocos
  - Rabat (Embaixada)
- Quênia
  - Nairobi (Embaixada)
- Senegal
  - Dakar (Embaixada)

## América
- Argentina
  - Buenos Aires (Embaixada)
- Barbados
  - Bridgetown (Embaixada)
- Bolívia
  - La Paz (Embaixada)
- Brasil
  - Brasília (Embaixada)
  - Manaus (Consulado-Geral)
  - São Paulo (Consulado-Geral)
  - Tabatinga (Consulado)
- Canadá
  - Ottawa (Embaixada)
  - Calgary (Consulado-Geral)
  - Montreal (Consulado-Geral)
  - Toronto (Consulado-Geral)
  - Vancouver (Consulado-Geral)
- Chile
  - Santiago de Chile (Embaixada)
  - Antofagasta (Consulado-Geral)
- Costa Rica
  - San José (Embaixada)
- Cuba
  - Havana (Embaixada)
- El Salvador
  - San Salvador (Embaixada)
- Equador
  - Quito (Embaixada)
  - Guayaquil (Consulado-General)
  - Esmeraldas (Consulado)
  - Nueva Loja (Consulado)
  - Santo Domingo (Consulado)
  - Tulcán (Consulado)
- Estados Unidos
  - Washington, DC (Embaixada)
  - Atlanta (Consulado-Geral)
  - Boston (Consulado-Geral)
  - Chicago (Consulado-Geral)
  - Houston (Consulado-Geral)
  - Los Angeles (Consulado-Geral)
  - Miami (Consulado-Geral)
  - Newark (Consulado-Geral)
  - Nova Iorque (Consulado-Geral)
  - Orlando (Consulado-Geral)
  - San Francisco (Consulado-Geral)
  - San Juan, Puerto Rico (Consulado-Geral)
- Guatemala
  - Cidade da Guatemala (Embaixada)
- Guiana
  - Georgetown (Embaixada)
- Haiti
  - Porto Príncipe (Consulado)
- Honduras
  - Tegucigalpa (Embaixada)
- Jamaica
  - Kingston (Embajada)
- México
  - Cidade do México (Embaixada)
  - Guadalajara (Consulado)
- Nicarágua
  - Manágua (Embaixada)
- Panamá
  - Cidade do Panamá (Embaixada)
  - Colón (Consulado)
  - Puerto Obaldía (Consulado)
- Paraguai
  - Assunção (Embaixada)
- Peru
  - Lima (Embaixada)
  - Iquitos (Consulado)
- República Dominicana
  - Santo Domingo (Embaixada)
- Uruguai
  - Montevidéu (Embaixada)
- Venezuela
  - Caracas (Embaixada)
  - Maracaibo (Consulado-Geral)
  - Valencia (Consulado-Geral)
  - Barinas (Consulado)
  - Barquisimeto (Consulado)
  - El Amparo (Consulado)
  - Machiques (Consulado)
  - Mérida (Consulado)
  - Puerto Ayacucho (Consulado)
  - Puerto la Cruz (Consulado)
  - Puerto Ordaz (Consulado)
  - San Antonio del Táchira (Consulado)
  - San Carlos del Zulia (Consulado)
  - San Cristóbal (Consulado)
  - San Fernando de Atabapo (Consulado)

## Asia
- Azerbaijão
  - Baku (Embaixada)
- China
  - Pequim (Embaixada)
  - Cantão (Consulado-Geral)[1]
  - Hong Kong (Consulado-Geral)
  - Xangai (Consulado-Geral)
- Coreia do Sul
  - Seul (Embaixada)
- Emirados Árabes Unidos
  - Abu Dhabi (Embajada)
- Índia
  - Nova Deli (Embaixada)
- Indonésia
  - Jacarta (Embajada)
- Japão
  - Tóquio (Embaixada)
- Líbano
  - Beirut (Embaixada)
- Malásia
  - Kuala Lumpur (Embaixada)
- Singapura
  - Singapura (Embaixada)
- Tailândia
  - Banguecoque (Embaixada)
- Turquia
  - Ancara (Embaixada)
- Vietname
  - Hanói (Embaixada)

## Europa
- Alemanha
  - Berlim (Embaixada)
  - Frankfurt (Consulado-Geral)
- Áustria
  - Viena (Embaixada)
- Bélgica
  - Bruxelas (Embaixada)
- Espanha
  - Madrid (Embaixada)
  - Barcelona (Consulado-Geral)
  - Bilbao (Consulado-Geral)
  - Las Palmas de Gran Canaria (Consulado-Geral)
  - Palma de Maiorca (Consulado-Geral)
  - Sevilha (Consulado-Geral)
  - Valência (Consulado-Geral)
- Finlândia
  - Helsínquia (Embaixada)
- França
  - Paris (Embaixada)
- Itália
  - Roma (Embaixada)
  - Milão (Consulado-Geral)
- Noruega
  - Oslo (Embaixada)
- Países Baixos
  - Haia (Embaixada)
  - Amsterdã (Consulado-Geral)
  - Oranjestad, Aruba (Consulado-Geral)
  - Willemstad, Antilhas Neerlandesas (Consulado-Geral)
- Polónia
  - Varsóvia (Embaixada)
- Portugal
  - Lisboa (Embaixada)
- Reino Unido
  - Londres (Embaixada)
- Roménia
  - Bucareste (Embaixada)
- Rússia
  - Moscou (Embaixada)
- Santa Sé
  - Cidade do Vaticano (Embaixada)
- Suécia
  - Estocolmo (Embaixada)
- Suíça 
  - Berna (Embaixada)

## Oceania
- Austrália
  - Canberra (Embaixada)
  - Sydney (Consulado-Geral)
- Nova Zelândia
  - Auckland (Consulado-Geral)

## Organizações Multilaterais
- Bruxelas (Missão Permanente da Colômbia junto a União Europeia)
- Genebra (Missão Permanente da Colômbia junto das Nações Unidas e outras organizações internacionais)
- Montevideu (Missão Permanente da Colômbia junto a ALADI e MERCOSUL)
- Nairobi (Missão Permanente da Colômbia junto as Nações Unidas e outras organizações internacionais)
- Nova Iorque (Missão Permanente da Colômbia junto as Nações Unidas)
- Paris (Missão Permanente da Colômbia junto a  Unesco)
- Roma (Missão Permanente da Colômbia junto a Organização das Nações Unidas para a Alimentação e a Agricultura)
- Viena (Missão Permanente da Colômbia junto as Nações Unidas)
- Washington DC (Missão Permanente da Colômbia junto a  Organização dos Estados Americanos)